# Ne valjaj duraka...
Ne valjaj duraka... (Не валяй дурака…) è un film del 1997 diretto da Valerij Čikov.

## Trama
L'uomo immagazzina carburante per l'inverno ed è stato in grado di pescare un barile di alcol, a seguito della quale è arrivata una vacanza nel villaggio e si sono incontrati i rappresentanti di due diversi popoli (sottomarini americani e russi).